# رسول حمزتوف
رسول همذاتوف (آواری: ХӀамзатил Расул؛ ۸ سپتامبر ۱۹۲۳ – ۳ نوامبر ۲۰۰۳) شاعر اهل اتحاد جماهیر سوسیالیستی شوروی بود.
وی همچنین برندهٔ جوایزی همچون نشان لنین و جایزه لنین شده است. شعری عاشقانه از او به نقل از اردشیر رستمی: بخواب فاطمه / بخواب ای آتش سرگردان در سرنوشت من/که تمام کشتی ها و قطارها/ و هواپیماها و تمام پرندگان مهاجر/ نام تو را صدا می کنند/ فاطمه، فاطمه، فاطمه/ بخواب/ تو پربهار تر از فیروزه ایرانیانی/ و قامتت/ استوارتر از نخل اعراب است/ من یک سرزمین نیافتم تا نام تو را بر آن بنهم / و تو یک سرزمین نیستی/ تو تمام جهانی فاطمه/ بخواب/ من به این جهان آمده ام تا نگهبان خواب تو باشم.

## گفتارهای برگزیده
- شاید عده ای زبانی بیگانه را بر زبان مادری شان ترجیح دهند اما من نمی توانم ترانه ام را به آن زبان بسرایم و اگر قرار باشد در فردایی زبان مادری ام بمیرد من حاضرم امروز در دفاع از او به آغوش مرگ روم — رسول همذاتوف
- دوچیز در دنیا ارزش کشمکش های بزرگ را دارند : وطنی پر محبت و زنی با شکوه — رسول همذاتوف
- ملتی که زبان مادری اش را فراموش کند مانند فردی است که کلید زندانش را گم کرده باشد / آلفونس دوده نویسنده فرانسوی — رسول همذاتوف